# Ара червоно-зелений
Ара червоно-зелений, а́ра зеленокри́лий (Ara chloropterus) — птах родини папугових (Psittacidae).

## Зовнішній вигляд
Великий папуга; довжина тіла 78-90 см, хвоста 31-47 см; вага 950—1700 г. Має гарне, яскраве забарвлення. Основний колір темно-червоний, крила синьо-зелені. Щоки не оперені білим кольором, голе обличчя прикрашає маленьке червоне пір'я, розташоване в кілька рядів. Хвіст і надхвостя сині. Наддзьобок солом'яного кольору із чорним кінчиком, а піддзьобок сірчасто-чорного кольору.

## Розповсюдження
Живе в Панамі, Колумбії, Венесуелі, Бразилії, Аргентині й ряді інших країн Південної Америки.

## Спосіб життя
Населяють високостовбурні тропічні ліси, як у рівнинних, так і в гірських областях. Тримаються птахи звичайно парами. Поводяться обережно, їх важко помітити в листі дерев. Добре літають, розвиваючи швидкість до 60 км/год. Мають відмінний зір і слух. Добре лазять по деревах. Активні у світлий час доби, а в спеку відпочивають у кроні дерев.
Живляться рослинною їжею, в основному горіхами пальм. Щодня літають на річкові мулисті обмілини, де облизують червону глину. Дотепер точна причина такої поведінки не встановлена. Припускають, що, таким чином, птахи нейтралізують токсини, що втримуються в неспілих плодах. Іноді завдають значної шкоди кукурудзяним плантаціям.

## Розмноження

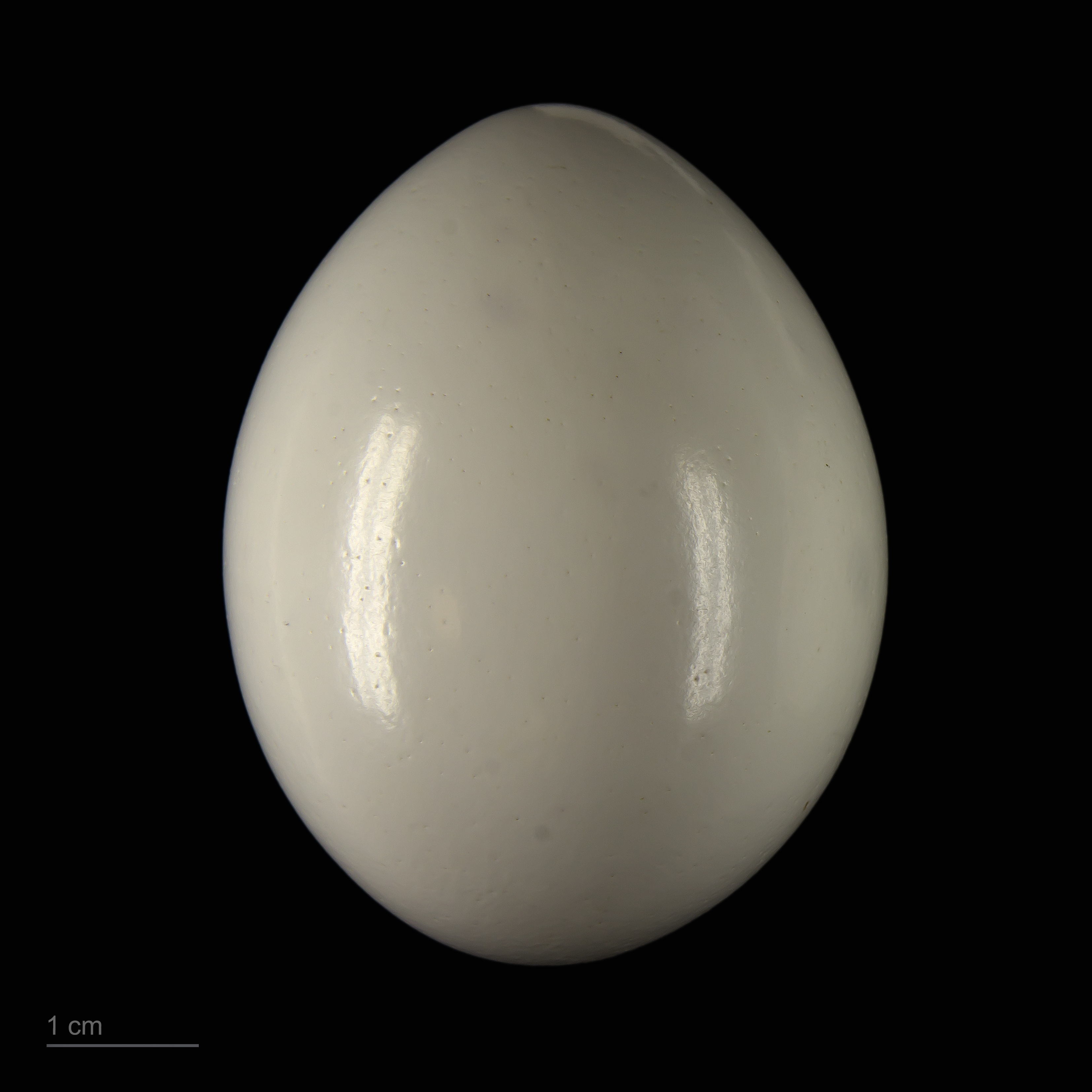
яйце Ara chloropterus - Тулузький музей

Гніздяться в дуплах старих дерев і часто доводять дупло до необхідних розмірів за допомогою свого дзьоба. Гніздової підстилки в такому дуплі немає. У кладці зазвичай 2-3 яйця. Насиджування триває 29 днів.

## Утримання
Досить спокійні птахи, нерідко їх утримують у домашніх умовах, у яких вони почувають себе добре. Можуть заучувати й говорити окремі слова й цілі фрази. Тривалість життя 30-50 років.